# Dmuchavka

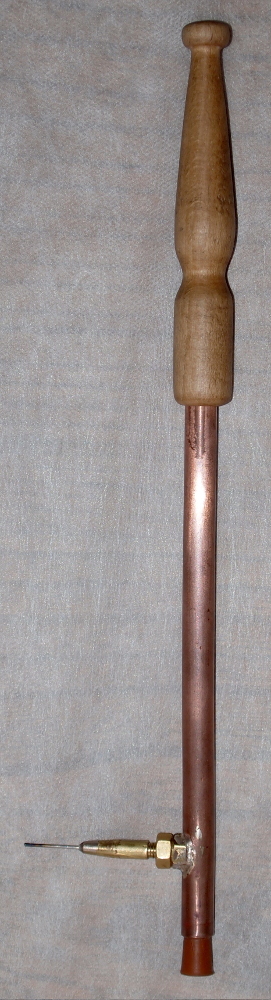
Dmuchavka

Dmuchavka je jednoduchý nástroj pro získání ostrého, horkého plamene. Jedná se o trubku, která je na jednom konci opatřená náústkem a na druhém tryskou. Používá se vždy v kombinaci s ohněm, třeba kahanem nebo svíčkou. Představuje nástroj pro získání plamene o vysoké teplotě, jenž může být oxidační nebo redukční. Do plamene hořáku, který sám o sobě není dostatečně horký, se dmuchavkou vhání proud vzduchu, tomuto vhánění vzduchu se říká dmuchání. Vzniká plamenný jazýček o teplotě až 1500 °C, jenž lze usměrnit na požadované místo.

## Historie a použití
Lidé používali dmuchavku již ve starověku. Tehdy to byl nástroj, který našel uplatnění mezi řemeslníky. Při pájení ji využívali zlatníci a stříbrníci, kromě nich ji využívali i skláři. Ze starého Egypta se dochovalo zobrazení zlatníka pracujícího s dmuchavkou, zdobí stěnu hrobky v Sakkáře a odborníci ho datují do období kolem roku 2400 př. n. l.
Od druhé poloviny 17. století začala dmuchavka získávat uplatnění v oblasti vznikající chemie. Stala se klíčovým nástrojem při suché analýze, o jejíž důkladné rozpracování se mezi jinými zasloužil především švédský vědec Johann Gottlieb Gahn. Dmuchavku využívali nejenom chemici, ale i mineralogové, prospektoři a hutníci až do 20. století. S rozvojem moderních analytických metod se dmuchavka přestala používat a upadla v zapomnění.
Mezi nejdůležitější zkoušky pomocí dmuchavky patří zjišťování tavitelnosti a zbarvení plamene, vytváření barevných náletů na dřevěném uhlí či sádrové destičce, barevných perel, redukování korálků čistého kovu a další.